# 広瀬村 (富山県)
広瀬村（ひろせむら）は、かつて富山県西礪波郡にあった村。
村名は天正以来の郷名・広瀬郷からとられた。

## 沿革
- 1889年（明治22年）4月1日 - 町村制の施行により、礪波郡竹内村、天神村、小山村、山本村、坂本村及び西開発村の区域をもって、礪波郡広瀬村が発足する。
- 1896年（明治29年）3月29日 - 郡制の施行のため、礪波郡が分割して、西礪波郡が発足により、西礪波郡に所属となる。
- 1952年（昭和27年）5月1日 - 西礪波郡福光町、石黒村、西太美村、広瀬村、広瀬館村、太美山村、東太美村、吉江村、東礪波郡北山田村及び山田村が合併して、西礪波郡福光町が発足する。

## 経済
農業
『大日本篤農家名鑑』によれば広瀬村の篤農家は、「笠松清右衛門、杉本善三郎、成瀬久三、堀又一郎」などである。

## 医療
医師
- 中川甚六[4]
- 中川良忠[4]